# Bistrica ob Dravi, Špatrjan
Bistrica ob Dravi (nemško Feistritz an der Drau) je naselje v Občini Špatrjan v Okraju Beljak-dežela na Koroškem v Avstriji.